# Les Mollettes
Les Mollettes település Franciaországban, Savoie megyében. Lakosainak száma 870 fő (2022. január 1.). Les Mollettes La Chapelle-Blanche, Laissaud, Sainte-Hélène-du-Lac, Saint-Pierre-de-Soucy és Villaroux községekkel határos.

## Népesség
A település népességének változása:
| Lakosok száma | 777  | 798  | 809  | 816  | 830  | 845  | 859  | 864  | 870  |
|               | 2013 | 2015 | 2016 | 2017 | 2018 | 2019 | 2020 | 2021 | 2022 |